# 輝北天球館
輝北天球館（きほくてんきゅうかん）は、鹿児島県鹿屋市輝北町市成の輝北うわば公園内に位置する鹿屋市立の天体観測を核とするコミュニティー施設である。

## 沿革
鹿屋市に合併する前の旧輝北町が、環境庁（当時）の星空継続観察で四季連続日本一となったことを記念して、1995年（平成7年）8月10日にオープンさせた。館の名前は千葉県の男性が応募したものが選ばれている。
当初は町の外郭団体である輝北上場きほく上場公園管理公社が運営していたが、2000年8月1日に財団法人輝北上場公園まちづくり公社へ移管した。また、2003年4月1日から、輝北天究館の管理を続ける専従職員をそれまでの3名から館長のみの1名に削減されている。
開館した1995年度は半年で約2万9,000人が来館したが、1999年度には約1万1,000人にまで減少している。「もうけ」を追求する施設ではなく、教育文化施設としての存在意義が求められている状況にある。現在もなお国内外から大きな関心を集め、多大な影響を各分野に与え続けている（海外取材）。
過疎高齢化の進む町を「星空の美しい町」として世界に情報発信しているこの建築は、高原のもつ土地の精神性と融合して宇宙への想像を喚起し、広域に存在する聖地と呼応し、過疎に苦しむ地域のコミュニティーの活性化と交流を願って造られた。
輝北天球館は建築と土地のもつエネルギーを宇宙へと開かせる。さらに、ダイナミックな全体の流れの中に建築や我々のトポスを位置づけ、建築と宇宙のシステムを共振させる。そして建築空間を通して人間と土地のもつエネルギーを絶えず交感させることにより、人間が自己の内奥へと意識を向けたとき、精神の最も深い場所である宇宙の起源へと緩やかに戻ることができる空間づくりが意図されている。まさしくゼロの空間（空の哲学・無の哲学を顕した球体上のフォルムを「ゼロフォルム」と命名している）ゼロの場所、原点へ。その人間の奥に潜む無意識の世界へと潜行してゆくという意識こそ、輝北天球館の中心のテーマとして表現されている。

## 設備
鉄筋コンクリート四階建て延べ床面積430平方メートルの建物に、鹿児島県で最大の65センチカセグレン式反射望遠鏡を備えている。総工費は約5億6,000万円であった。館自体が標高約550メートルの高地に設置されている。鹿児島市在住の建築家、高崎正治が設計したもので、ラグビーボールのような形をした空間が脇へ飛び出した特徴的な外観をしている。農耕武士の郷である高崎集落が設計した事が評価され、1996年度の日本建築家協会新人賞を受賞している。

## 住所等
鹿児島県鹿屋市輝北町市成1660-3

### アクセス
原則的に交通機関は乗用車のみ。
- 鹿児島市街地から国道10号牧之原経由90分
- または鹿児島市街地から鴨池・垂水フェリー垂水港下船、高峠経由90分
- 鹿屋市街地から30分